# Cyclogonia scutellatula
Cyclogonia scutellatula är en insektsart som först beskrevs av Henry Fairfield Osborn 1926.  Cyclogonia scutellatula ingår i släktet Cyclogonia och familjen dvärgstritar. Inga underarter finns listade i Catalogue of Life.